# Degu Debebe
Bản mẫu:Patronymic name
Degu Debebe (tiếng Amhara: ደጉ ደበበ, sinh ngày 19 tháng 3 năm 1984) là một cầu thủ bóng đá người Ethiopia. Hiện tại anh thi đấu cho Saint-George SA.

## Sự nghiệp
Degu là một hậu vệ và là một phần của Đội tuyển bóng đá quốc gia Ethiopia. Anh khởi đầu sự nghiệp cùng với Arba Minch City FC. Vào mùa hè năm 2004, anh gia nhập Saint-George SA. Anh được bình chọn là cầu thủ xuất sắc nhất mùa giải 2004-05 season và nhận giải thưởng 1.000 birr. Kể từ khi đến, Degu là mẫu hình của sự hoàn thiện, ít mắc lỗi và giúp câu lạc bộ đoạt được 6 danh hiệu Premier League.

## Sự nghiệp quốc tế
Degu ra mắt cho Ethiopia năm 2003. Với 46 lần ra sân, anh là một trong những cầu thủ ra sân nhiều nhất trong lịch sử bóng đá Ethiopia. Anh cũng là đội trưởng của đội tuyển.